# Fondation Robert-Schuman
 (février 2011).
Si vous disposez d'ouvrages ou d'articles de référence ou si vous connaissez des sites web de qualité traitant du thème abordé ici, merci de compléter l'article en donnant les références utiles à sa vérifiabilité et en les liant à la section « Notes et références ».
La fondation Robert-Schuman est un laboratoire d'idées (think tank) pro-européen créé en 1991. Elle est reconnue d'utilité publique en France par un décret du 18 février 1992. Elle a pour objectif d'œuvrer en faveur de la construction européenne. 
La Fondation est établie à Paris, et n'a aucun lien avec la Fondation Robert-Schuman de Luxembourg.

## Historique
La fondation Robert-Schuman a été créée à Paris en 1991, au moment de la chute du mur de Berlin et de l'effondrement du bloc soviétique par des personnalités françaises ayant travaillé avec Robert Schuman (Alain Poher, Jean Seitlinger) ou connues pour leur engagement européen (Raymond Barre, Jean François-Poncet, René Monory, Jacques Rigaud, Michel Albert, Louis Jung).
Elle est nommée d'après Robert Schuman, ministre français des Affaires étrangères qui a proposé par la déclaration du 9 mai 1950 la création de la Communauté européenne du charbon et de l'acier, et considéré à ce titre comme l'un des « Pères de l'Europe ».
En février 1992, la fondation est reconnue d'utilité publique.
Le centre de recherche a été présidé par le sénateur Louis Jung et à partir du 1er janvier 2000 par Jean-Dominique Giuliani. L'équipe permanente de la fondation est dirigée par Pascale Joannin à partir du 1er janvier 2005.
En juin 2011, le consultant Michael Malherbe affirme qu'une note de la fondation Robert-Schuman intitulée « Facebook, Twitter : des outils incontournables pour l’avenir de la démocratie européenne ? » est un plagiat de son blog. D'autres cas de plagiat sont identifiés dans la même publication. Son auteur présente des excuses et attribue les passages concernés à leurs auteurs

## Activités
La fondation Robert-Schuman produit des études sur les politiques européennes, source d'informations et support d'aide à la décision.
Basée à Paris, la fondation entretient un réseau de partenaires en Europe et participe aux discussions, échanges et débats sur l'avenir du continent européen.